# Tiburón (lied)
"Tiburón" (Spaans voor haai) is een gezamenlijk salsa-nummer van de Puerto Ricaans/Amerikaanse trombonist Willie Colón en de Panamese zanger Rubén Blades. Het is afkomstig van hun album Canciones del Solar de los Aburridos uit 1981. Het nummer gaat over de betrokkenheid van de Verenigde Staten bij de machtswisselingen in Latijns-Amerika. De titel verwijst naar de invloed van het Amerikaans imperialisme in de regio.

## Achtergrond
Het begin van het nummer lijkt zich af te spelen op een Caribisch strand waar de rust wordt verstoord door een haai op jacht naar slachtoffers. Halverwege het nummer schreeuwen de zangers "Si lo ven que viene, ¡palo al tiburón!" ("Als je hem ziet komen, ga de haai met een stok te lijf!"). De tekst is een oproep om "onze zuster El Salvador" te beschermen tegen de betrokkenheid van de Verenigde Staten in de toenmalige burgeroorlog. De metaforische titel zou zijn geïnspireerd het boek Fábula del tiburón y las sardinas (internationale titel The Shark and the Sardines) van de Guatemalaanse president Juan José Arévalo uit 1956.(zh) 

## Ontvangst
Muziekcriticus Dave Marsh noemde Tiburón in een top 20 van politieke nummers die na 1976 zijn geschreven; "het eerste protestlied tegen de (Amerikaanse) invasie in Midden-Amerika." Vanwege de controversiële politieke boodschap weigerden veel radiozenders in Amerika het nummer te draaien; Blades werd beschuldigd van communistische sympathieën en raakte vooral bij de Cubaanse gemeenschap in Miami uit de gratie. "Vijftien jaar lang was ik niet op de radio te horen (in de Verenigde Staten) vanwege Tiburón" vertelde hij later. Colón onthulde in een interview uit 1991 dat politiek geladen nummers als Tiburón en Pedro Navaja zoveel stof deden opwaaien dat hij en Blades ze van tijd tot tijd in kogelvrije vesten moesten uitvoeren.
Blades bevestigde dat hij met dit anti-imperialistische nummer zijn afkeer, en dat van vele anderen, wilde laten blijken van het ingrijpen van de Verenigde Staten in Latijns-Amerika. Desondanks wenste Blades zich niet te associëren met anti-Amerikanistische bewegingen; zo verklaarde hij dat Tiburón niet alleen van toepassing is op de Verenigde Staten gaat, maar ook op de rol van het Verenigd Koninkrijk in de Falklandoorlog van 1982 is en de hypothetische interventies van de Russische militairen in Latijns-Amerika.